# Catarina de Solms-Laubach
Catarina Amália de Solms-Laubach (em alemão:  Katharina Amalie; 26 de dezembro de 1654, Laubach - 26 de abril de 1736, Scheveningen) foi a primeira condessa-consorte de Hesse-Philippsthal.

## Família
Catarina era a filha mais velha de Carlos Otão, Conde de Solms-Laubach e da condessa Amona Isabel de Bentheim-Steinfurt. Tinha três irmãs: a princesa Isabel Guilhermina de Solms-Laubach, a princesa Ana Bélgica de Solms-Laubach, casada com o conde Carlos Augusto de Isenburg-Büdingen, e a princesa Carlota Henriqueta de Solms-Laubach, casada com Henrique Trajectin, Conde de Solms-Braunfels.

## Casamento e descendência
Catarina casou-se a 16 de Abril de 1680 com Filipe, Conde de Hesse-Philippsthal, de quem teve oito filhos:
1. Guilhermina de Hesse-Philippsthal (9 de Outubro de 1781 - 17 de Maio de 1699), morreu aos dezassete anos de idade.
2. Carlos I, Conde de Hesse-Philippsthal (23 de Setembro de 1682 - 8 de Maio de 1770), conde de Hesse-Philippsthal entre 1721 e 1770; casado com a princesa Carolina Cristina de Saxe-Eisenach; com descendência.
3. Amélia de Hesse-Philippsthal (22 de Fevereiro de 1684 - 19 de Março de 1754), nunca se casou nem teve filhos.
4. Amoene de Hesse-Philippsthal (13 de Março de 1685 - 1 de Abril de 1686), morreu com um ano de idade.
5. Filipe de Hesse-Philippsthal (31 de Julho de 1686 - 13 de Maio de 1717), casou-se com uma plebeia chamada Marie von Limburg de quem teve descendentes; morreu aos trinta anos de idade
6. Henriqueta de Hesse-Philippsthal (16 de Julho de 1688 - 21 de Dezembro de 1761), nunca se casou nem teve filhos.
7. Guilherme, Conde de Hesse-Philippsthal-Barchfeld (1 de Abril de 1692 – 13 de Maio de 1761), conde de Hesse-Philippsthal-Barchfeld entre 1721 e 1761; casado com a princesa Carlota Guilhermina de Anhalt-Bernburg-Schaumburg-Hoym; com descendência.
8. Sofia de Hesse-Philippsthal (6 de Abril de 1695 - 9 de Março de 1728), casada com Pedro Augusto, Duque de Schleswig-Holstein-Sonderburg-Beck; com descendência.

## Genealogia
| Catarina de Solms-Laubach | Pai: Carlos Otão, Conde de Solms-Laubach | Avô paterno: Alberto Otão II, Conde de Solms-Laubach | Bisavô paterno: Alberto Otão I, Conde de Solms-Laubach                       |
| Catarina de Solms-Laubach | Pai: Carlos Otão, Conde de Solms-Laubach | Avô paterno: Alberto Otão II, Conde de Solms-Laubach | Bisavó paterna: Ana de Hesse-Darmstadt (1583-1631)                           |
| Catarina de Solms-Laubach | Pai: Carlos Otão, Conde de Solms-Laubach | Avó paterna: Catarina Juliana de Hanau-Münzenberg    | Bisavô paterno: Filipe Luís II, Conde de Hanau-Münzenberg                    |
| Catarina de Solms-Laubach | Pai: Carlos Otão, Conde de Solms-Laubach | Avó paterna: Catarina Juliana de Hanau-Münzenberg    | Bisavó paterna: Catarina Bélgica de Nassau                                   |
| Catarina de Solms-Laubach | Mãe: Amona Isabel de Bentheim-Steinfurt  | Avô materno: Arnaldo Jacob de Bentheim-Bentheim      | Bisavô materno: Arnaldo III, Conde de Bentheim-Steinfurt-Tecklenburg-Limburg |
| Catarina de Solms-Laubach | Mãe: Amona Isabel de Bentheim-Steinfurt  | Avô materno: Arnaldo Jacob de Bentheim-Bentheim      | Bisavó materna: Madalena de Neuenahr-Alpen                                   |
| Catarina de Solms-Laubach | Mãe: Amona Isabel de Bentheim-Steinfurt  | Avó materna: Ana Amélia de Isenburg-Büdingen         | Bisavô materno: Wolfgang Ernesto I, Conde de Isenburg-Büdingen-Birstein      |
| Catarina de Solms-Laubach | Mãe: Amona Isabel de Bentheim-Steinfurt  | Avó materna: Ana Amélia de Isenburg-Büdingen         | Bisavó materna: Ana de Gleichen-Rhemda                                       |